# Carlo Parola
Carlo Parola (Torino, 1921. szeptember 20. – Torino, 2000. március 22.) olasz labdarúgóhátvéd, edző.